# مارکو لوکا
مارکو لوکا (استونیایی: Marco Lukka؛ زادهٔ ۴ دسامبر ۱۹۹۶) بازیکن فوتبال اهل استونی است.
وی همچنین در تیم‌های ملی فوتبال زیر ۲۱ سال استونی، زیر ۲۳ سال استونی، و استونی بازی کرده‌است.